# Bílá skála (Libeň)
Bílá skála je přírodní památka na pravém břehu řeky Vltavy v Praze 8 – Libni. Oblast je přibližně vymezena ulicemi Povltavskou, Na Truhlářce a nemocnicí Bulovka. Zahrnuje dva skalnaté ostrohy (Bílá skála a Koráb). K vyhlášení přírodní památky došlo na základě vyhlášky Národního výboru hlavního města Prahy číslo 5/1988 ze začátku července roku 1988. Důvodem vyhlášení byla nutnost ochrany významného krajinného prvku ve skalnatém údolí řeky Vltavy, v němž se vyskytují význačné druhy organismů. Pojmenování oblasti dal román Lovci mamutů, jehož autorem je český pedagog a spisovatel Eduard Štorch.
Na území se vyskytují černé břidlice, křemence, pískovce a jílovce. Křemence se zde těžily do začátku 20. století a využívaly se pro stavební účely a na dláždění komunikací. Jílovce a váté hlíny se využívaly v cihlářství. Ke zvláště chráněným druhům, vyskytujícím se v přírodní památce, patří bělozářka liliovitá (Anthericum liliago), hvězdnice zlatovlásek (Aster linosyris), dále otakárek fenyklový (Papilio machaon), ještěrka obecná (Lacerta agilis), slepýš křehký (Anguis fragilis) a rorýs obecný (Apus apus).
Ačkoliv jsou po jižní straně přírodní památky vedeny cyklotrasy, je oblast především kvůli hustému porostu obtížně přístupná a turisty opomíjená. Území není ani označeno pruhovým značením či tabulemi se státním znakem a ani zde nejsou osazeny žádné informační tabule.

## Lokalita

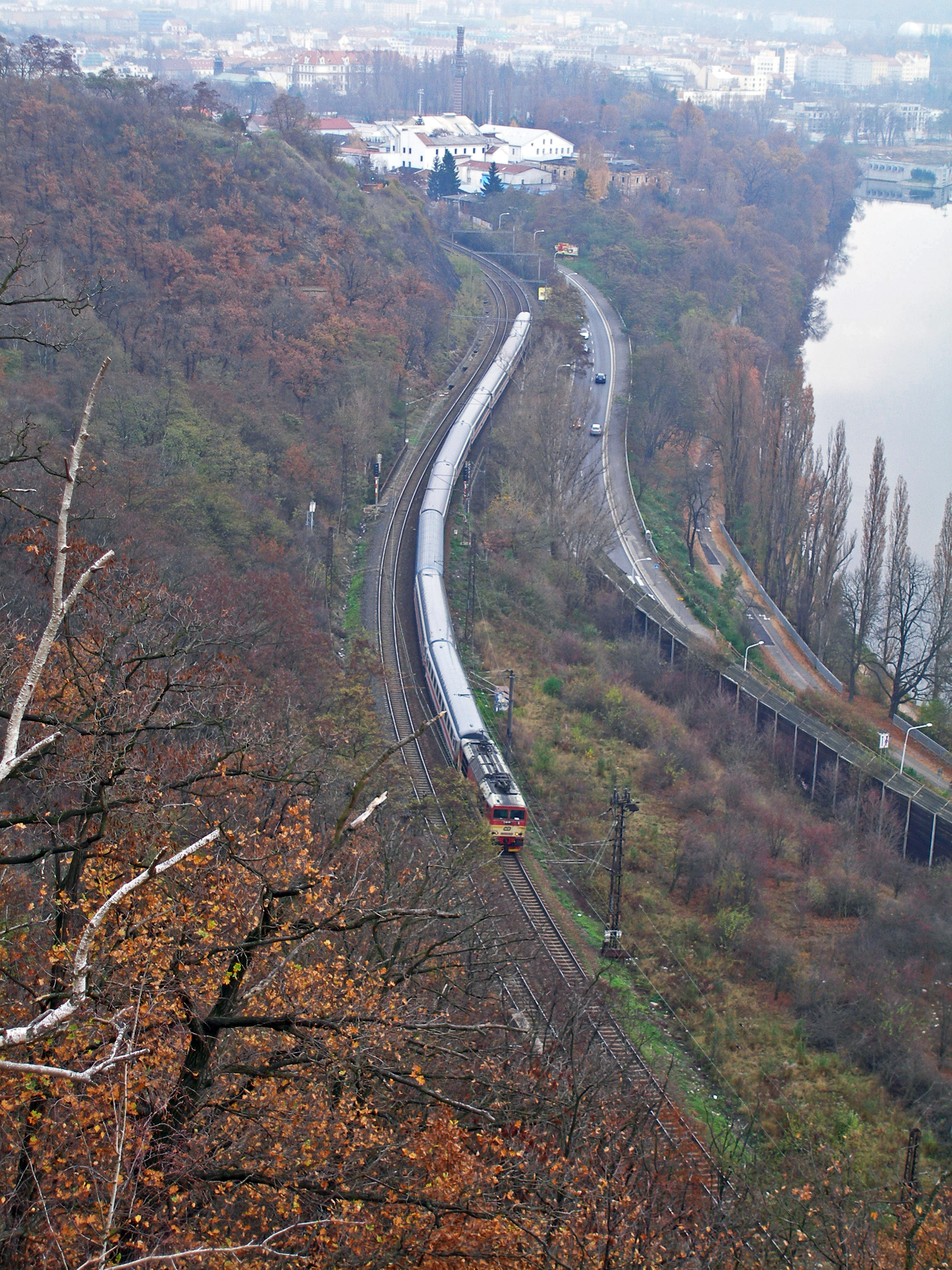
Zářez železniční tratě Holešovické přeložky

Chráněné území se nachází v severních partiích Prahy, hlavního města České republiky, na rozmezí městských obvodů Praha 7 a 8, v katastrálním území Libeň. Rozkládá se na ploše 7,65 hektaru a jeho nadmořská výška se pohybuje v rozmezí od 184 do 258 metrů nad mořem. Území je z jižní strany vymezené Povltavskou ulicí vedoucí po pravém břehu řeky Vltavy, na východě zahrádkářskou kolonií Koráb a ze severní strany je přírodní památka ohraničena hřbitovem na vrcholu Korábu, areálem Fakultní nemocnice Bulovka a zarostlým třešňovým sadem na jižní straně ulice Na Truhlářce. Západní okraj chráněného území je přibližně určen budovami Matematicko-fyzikální fakulty Univerzity Karlovy a gymnázia Bernarda Bolzana v pražské Troji.
Na ploše přírodní památky se nacházejí dva k jihu orientované ostrohy – na západní straně Bílá skála a Koráb, kterému se též říká Černá skála, na východní straně. Odděluje je ulice Bulovka. Ve střední části chráněného území se nachází opuštěný stěnový lom plný suti.
Název přírodní památky – Bílá skála – je inspirován historickým románem Lovci mamutů od Eduarda Štorcha. V pátém, závěrečném díle je popisována Bílá skála jako místo, kde se nacházel tábor Mamutíkovy lovecké tlupy. Byl to ostroh na libeňském břehu řeky Vltavy, oblast přibližně vymezená dnešními ulicemi Povltavskou, Na Truhlářce a Bulovka. Odtud se následně Mamutík se svým přítelem Kopčemem na loďce vypravili k šárecké tlupě do Podbaby, aby jim ukradli oheň.
Podle psychotronika Pavla Kozáka se na území přírodní památky nachází průsečík výrazných energeticky silových přímek. Je umístěn v keři mající tři kmínky, který roste na západní straně chráněného území, u cesty vedoucí po hraně Bílé skály. Přímo v keři by měl být střed pozitivního energetického víru, tzv. vortexu. Jeho průměr dle Kozáka dosahuje asi čtyř metrů, čímž se řadí mezi menší jevy tohoto druhu. Místo bylo podle Kozákova tvrzení v pravěku pravděpodobně využíváno jako svatyně. Současně též autor uvádí, že z Bílé skály vycházejí energetické linie například na Blaník, na miličínskou kapli a pravděpodobně i do Staré Kouřimi. Stromů na horní hraně Bílé skály využívá při svých akcích, které zde pořádá, salón Hell.cz. Během nich zájemcům propíchne kůži háky, k nimž připevní lano. Pomocí kladky přehozené přes některý z místních stromů vytáhne tyto lidi na laně do volného prostoru a nechá je takto po dobu několika minut zavěšené.

## Historie

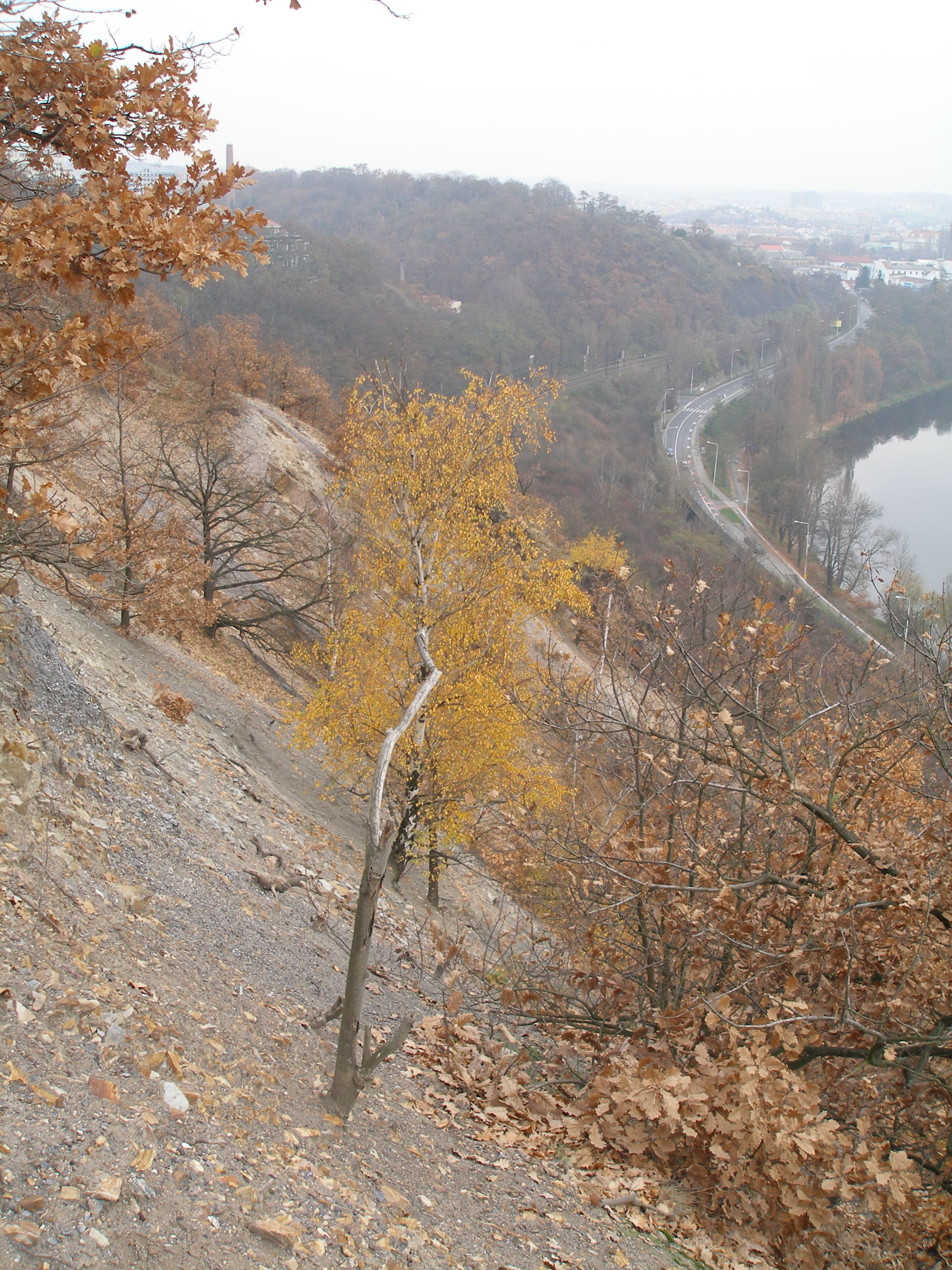
Náletové dřeviny rostoucí v přírodní památce

Podle Müllerovy mapy Čech pocházející z roku 1720, se v oblasti přírodní památky vyskytovaly vinice. Podle map Druhého vojenského mapování, které bylo prováděno během první poloviny 19. století, se vinná réva pěstovala již pouze na svazích Korábu. Poloha území však dává předpokládat, že alespoň část území byla využívána také jako pastvina. V 19. století sídlili v oblasti Manin dělostřelci a Bílá skála jim sloužila jako cíl pro jejich cvičné střelby. Na jižní straně se rozkládal stěnový lom, v němž na začátku 20. století (přibližně roku 1909) došlo k ukončení těžby. Jeho kámen se využíval při úpravách cest.
Oblast byla často podrobována geologickým výzkumům. Zmiňována je již v rukopisných poznámkách Joachima Barranda a zachycena je též na geologické mapě Jana Krejčího a Rudolfa Helmhackera z roku 1885. Další paleontologické průzkumy probíhaly ve druhé polovině 20. století. K vyhlášení přírodní památky došlo na základě vyhlášky číslo 5/1988 ze dne 4. července 1988, kterou vydal národního výboru hlavního města Prahy. Novelizaci této vyhlášky provedlo nařízení číslo 4/2006 ze dne 21. března 2006 s účinností od 1. května 2006. V roce 2008 byl zpracován plán péče o Přírodní památku Bílá skála na období 2010–2024.
Během šedesátých let 20. století při výstavbě elektrifikované dvoukolejné železniční trati číslo 091 spojující Prahu s Děčínem došlo pod Korábem k vyhloubení zářezu, který však není součástí chráněného území. Na něj navazuje železniční tunel vedený pod Bílou skálou. Jedna z variant výstavby silničního Městského okruhu navíc uvažuje o jednosměrném 1350 m dlouhém silničním tunelu, který by byl pod Bílou skálou proražen.

## Přírodní poměry

### Geologie

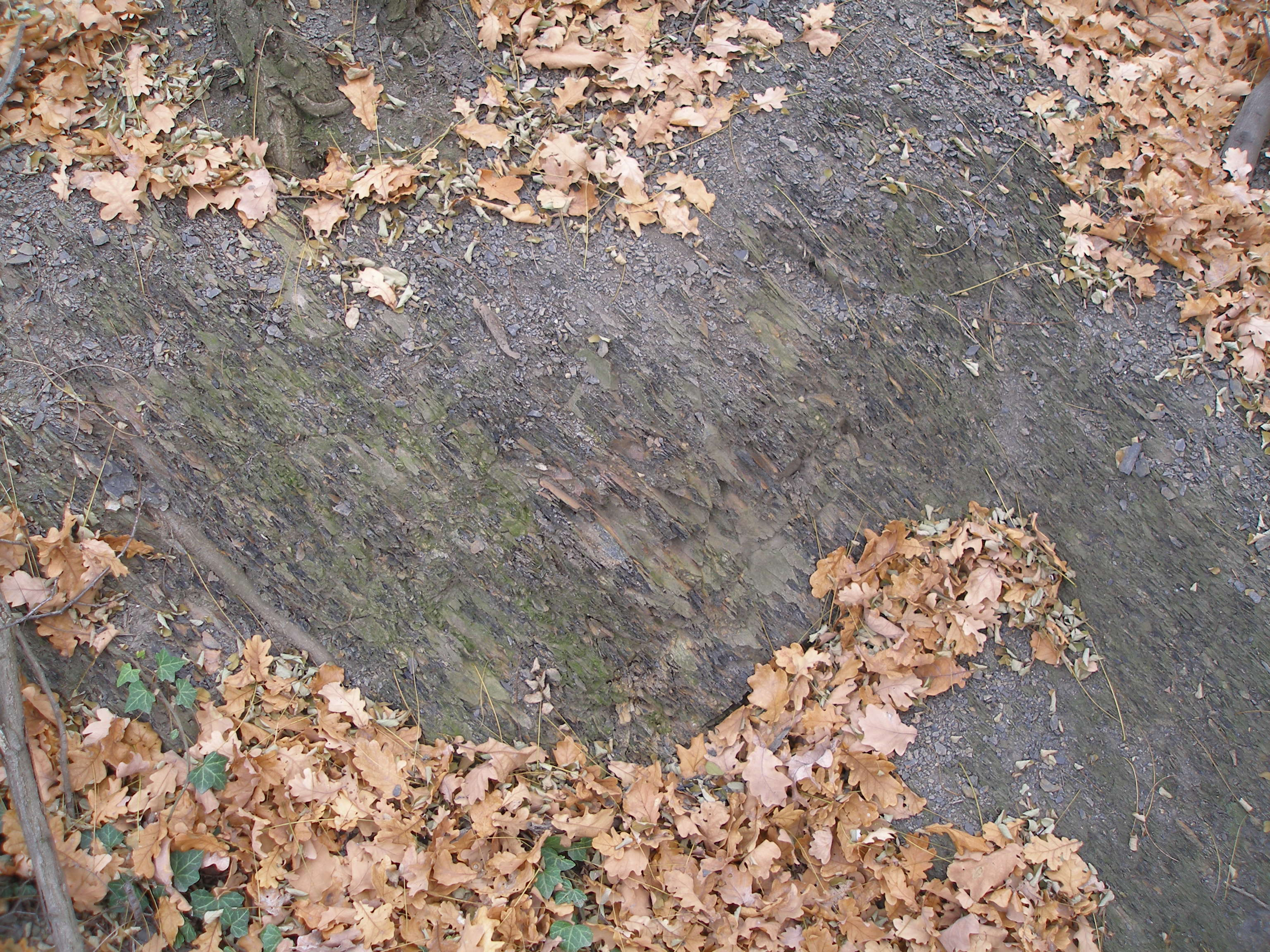
Břidlice na Bílé skále

Na přírodní památce se vyskytují černé břidlice, křemence, pískovce a jílovce. Památku lze rozdělit do dvou útvarů. Jedením z nich je skalní ostroh Bílá skála, tedy hlavní část památky, kde se ve střední části navíc nachází bývalý stěnový lom. Pata ostrohu a strmější pasáže jsou zarostlé náletovými dřevinami. Druhou část tvoří skalní ostroh Koráb se zářezem železniční tratě, nacházející se ve východních partiích přírodní památky. Terén je v těchto místech značně zarostlý vegetací a horniny nejsou obnažené.
Na lokalitě se vyskytují ordovické sedimenty, tzv. řevnické křemence. V opuštěném lomu jsou strmě ukloněné lavice bělavých a žlutavých křemenců a křemenných pískovců o mocnosti až dva metry. Vedle rourek, které ukazují na mělkovodní společenství červů vrtajících v jemném písku, zde lze dobře pozorovat i čeřiny, což jsou velmi hojné bioglyfy, a dále též stopy po činnosti zatím blíže neurčeného organismu, který je označován jako Pragichnus fascis. V místech železničního zářezu lze pozorovat tmavě šedé slídnaté droby a břidlice střídající se s křemenci až pískovci. Na nerovných vrstevných plochách těchto sedimentů se hojně vyskytují sedimenty po lezení mořských živočichů, čeřiny i další sedimentární textury. Z ordovických hornin se lámaly hlavně tvrdé křemence, jež se využívaly na dlažbu, štěrk a ke stavebním účelům. Křemenci je dodnes vydlážděna historická komunikace procházející Trojou, Libní a Kobylisy – ulice Na Dlážděnce. Jílovitě navětralé prvohorní břidlice a prachovce, které se využívaly k výrobě cihel, se těžily na hřebenu jižně od usedlosti Truhlářka. Velké zásoby vátých hlín vhodných k výrobě cihlářského zboží podnítilo v Libni vznik celkem pěti cihelen.

### Hydrologie a podnebí
Po jižním okraji chráněného území protéká řeka Vltava. Výška její hladiny v místě průměrně dosahuje 148 cm a průměrný roční průtok se pohybuje na hodnotě 151 m³ za sekundu. Jihovýchodně od přírodní památky je její soutok s Rokytkou. Tato řeka tedy celou lokalitu přírodní památky odvodňuje.
Z klimatického hlediska patří Bílá skála podle Quittovy kategorizace do teplé oblasti T2. V ní se během roku vyskytuje 160 až 170 dní s teplotou minimálně 10 °C. Během ledna dosahuje průměrná teplota -2 až -3 °C, v dubnu se teplota pohybuje v rozmezí od 8 do 9 °C, v létě během července kolísá mezi 18 a 19 °C a v říjnu se pohybuje kolem 7 až 9 °C. Ve vegetačním období dosahuje srážkový úhrn 350–400 mm na metr čtvereční, v zimním období se naopak pohybuje od 200 do 300 milimetrů. Během roku se však vyskytuje 90 až 100 dní, kdy srážky dosahují alespoň 1 mm na metr čtvereční. Asi 40 až 50 dní je v oblasti sněhová pokrývka.

### Flóra

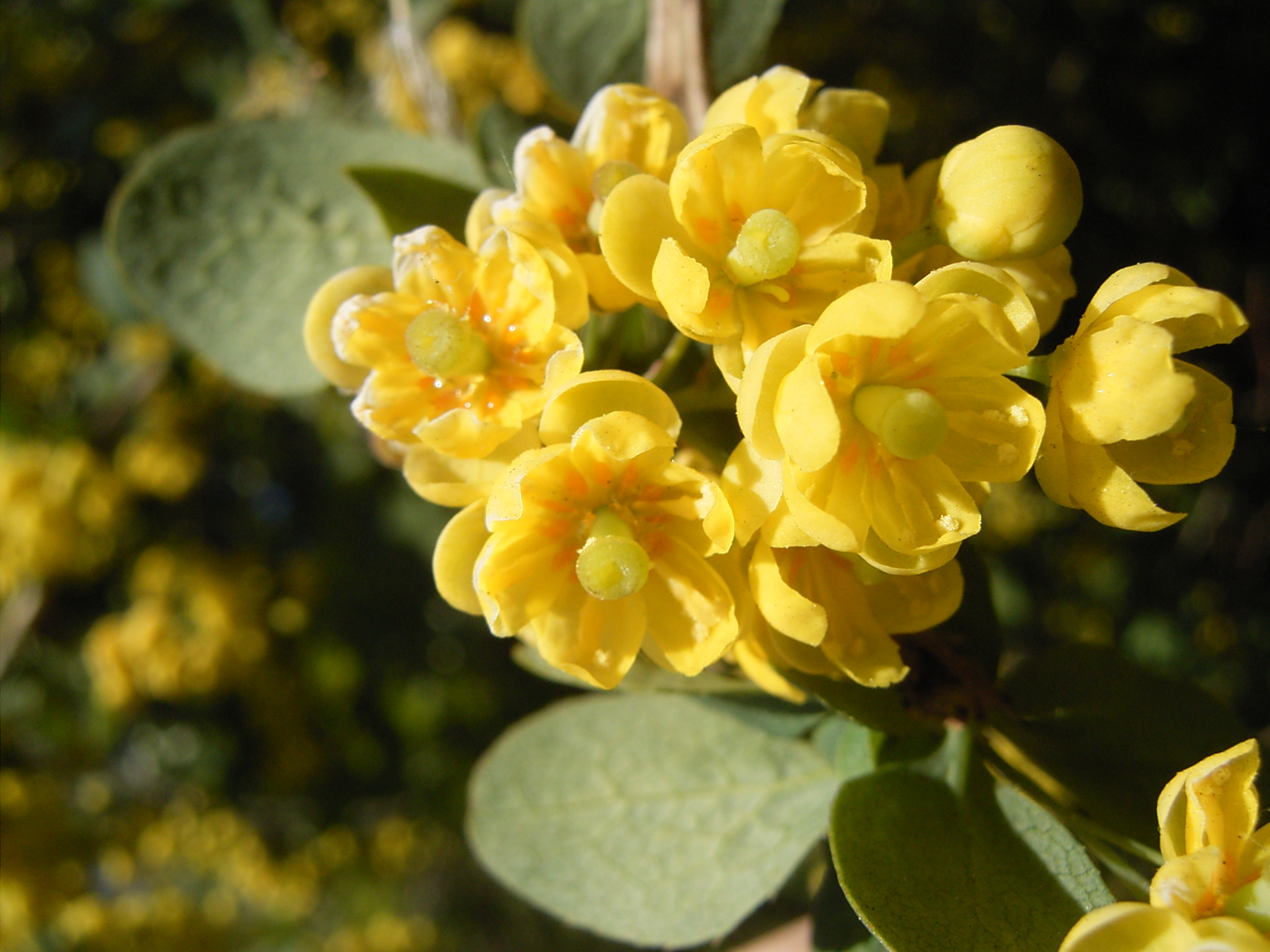
Vyskytuje se zde dřišťál obecný (Berberis vulgaris), ilustrační fotografie

Plochu chráněné oblasti lze dle aktuálního plánu péče rozdělit do tří skupin. Největší část (asi 70 % výměry) zaujímají porosty s velkým podílem nepůvodních dřevin vytvářející husté spojené porosty. V západních partiích této oblasti převažují keře ptačího zobu (Ligustrum) a kustovnice (Lycium), naproti tomu ve východních částech se vyskytuje především akát (Robinia). Zbylou část plochy chráněného území lze rozdělit na dvě přibližně stejně veliké části, každé zaujímající okolo 15 % území. V jedné z nich se vyskytují společenstva acidofilních doubrav, což jsou zbytky ochuzených bikových a smolničkových doubrav vyskytujících se především na suťovišti v západní části přírodní památky, a ve druhé obsahující skalní výchozy, lom a zářez železniční trati, kde se vyskytují převážně nezarostlé skalní stěny a na některých místech je možné najít i zbytky vegetace kyselé skalní stepi. V místech s menším sklonem svahu navíc přibývá dřevin, zvláště dubů (Quercus) a bříz (Betula).
Na lokalitě bylo popsáno téměř přes 190 druhů cévnatých rostlin, z čehož se dle Černého a červeného seznamu cévnatých rostlin České republiky řadí jeden zdejší druh mezi kriticky ohrožený (C1), 4 druhy mezi ohrožené (C3) a 7 druhů do kategorie téměř ohrožený (C4a). Při pohledu zastoupení jednotlivých druhů dle pater, stromové patro tvoří zástupci druhů břízi bělokoré (Betula pendula), dubu zimního (Quercus petraea), dubu letního (Quercus robus), jaboru bybyky (Acer campestre), slivoně švestky (Prunus domestica), třešně ptačí (Prunus avium), hrušně planné (Pyrus pyraster), trnovníku akátu (Robinia pseudoacacia) či jasanu ztepilého (Fraxinus excelsior). Ze stromů se na území vyskytuje vyjma výše uvedených druhů i téměř ohrožený jilm habrolistý (Ulmus minor, C4a) a vzácně též kriticky ohrožený jeřáb dubolistý (Sorbus quernea, C1).
V rostlinném patře se vyskytuje ohrožená vikev kašubská (Vicia cassubica, C3), dřišťál obecný (Berberis vulgaris), škarda smrdutá mákolistá (Crepis foetida subsp. rhoeadifolia), pýr prostřední (Elytrigia intermedia), kostřava walliská (Festuca valesiaca) i kostřava drsnolistá (F. brevipila), strdivka sedmihradská (Melica transsilvanica) a sesel sivý (Seseli osseum). Výjimečně se v oblasti vyskytují také skalník celokrajný (Cotoneaster integerrimus), bělozářka liliovitá (Anthericum liliago) či hvězdnice zlatovlásek (Aster linosyris).
- Jilm habrolistý
- Vikev kašubská
- Dřišťál obecný
- Kostřava walliská
- Skalník celokrajný
- Bělozářka liliovitá
- Hvězdnice zlatovlásek

### Fauna

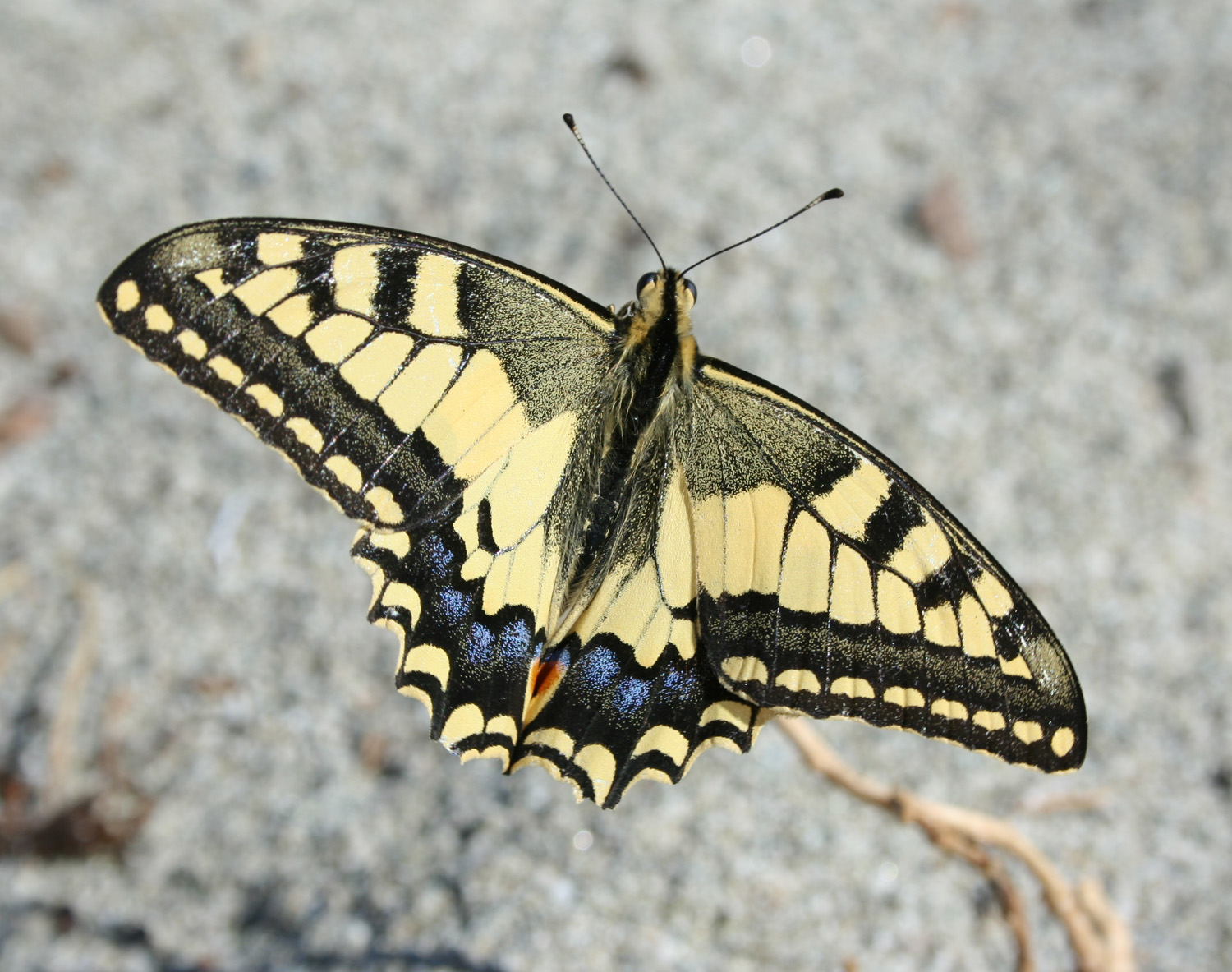
Výjimečně se na Bílé skále objeví otakárek fenyklový (Papilio machaon), ilustrační fotografie

#### Bezobratlí
Na území byli spatřeni brouci střevlík fialový (Carabus violaceus), hrobařík obecný (Nicrophorus vespillo), kovařík travní (Cidnopus pilosus), slunéčko sedmitečné (Coccinella septempunctata), střevlík hajní (Carabus nemoralis), střevlíček obecný (Pterostichus melanarius), mrchožrout znamenaný (Oiceoptoma thoracicum), chroustek letní (Amphimallon solstitiale) a zlatohlávek zlatý (Cetonia aurata). Vyskytovaly se tu také ploštice – ruměnice pospolná (Pyrrhocoris apterus), kněžice rudonohá (Pentatoma rufipes) či kněžice pásovaná (Graphosoma italicum) – ale také rovnokřídlí: kobylka bělopásá (Leptophyes albovittata), kobylka obecná (Pholidoptera griseoaptera), kobylka dubová (Meconema thalassinum) nebo marše malá (Tetrix tenuicornis).
Z motýlů se zde objevuje srpokřídlec dubový (Watsonalla binaria), lišejníkovec vroubený (Eilema complanum), osenice šťovíková (Noctua pronuba), osenice černé C (Xestia c-nigrum), osenice prvosenková (Noctua comes), osenice polní (Agrotis segetum), trávnička luční (Rivula sericealis), plavokřídlec bledoskvrnný (Mythimna ferrago), travařka hlínožlutá (Luperina testacea), travařka Nickerlova (Luperina nickerlii), šípověnka trnková (Acronicta psi), blýskavka ořešáková (Amphipyra pyramidea), vlnočárník sveřepový (Scotopteryx chenopodiata), šerokřídlec tmavý (Charissa obscurata), žluťásek čičorečkový (Colias hyale), bělásek řepkový (Pieris napi), i řepový (Pieris rapae), dále babočka síťkovaná (Araschnia levana), perleťovec stříbropásek (Argynnis paphia), babočka kopřivová (Aglais urticae), babočka paví oko (Inachis io), babočka bílé C (Polygonia c-album), babočka admirál (Vanessa atalanta), okáč poháňkový (Coenonympha pamphilus) nebo okáč zední (Lasiommata megera).
K blanokřídlém hmyzu, který se na Bílé skále vyskytuje, se řadí sršeň obecná (Vespa crabro), vosa obecná (Vespula vulgaris) a včela medonosná (Apis mellifera). Na území žijí také některé druhy teplomilného hmyzu a plžů. Mezi ně patří například páskovka žíhaná (Cepaea vindobonensis) nebo škvorovka (Catajapyx aquilonarius).

#### Ptáci
Nad přírodní památkou létají holub hřivnáč (Columba palumbus), strakapoud velký (Dendrocopos major), žluna zelená (Picus viridis), budníček menší (Phylloscopus collybita), červenka obecná (Erithacus rubecula) a také jiřička obecná (Delichon urbica), která ovšem nad skalou pouze loví, ale nehnízdí zde. Mezi další zástupce ptáku patří mlynařík dlouhoocasý (Aegithalos caudatus), pěnice černohlavá (Sylvia atricapilla), pěnkava obecná (Fringilla coelebs), sojka obecná (Garrulus glandarius), straka obecná (Pica pica), sýkora koňadra (Parus major) a modřinka (Parus caeruleus) či šoupálek krátkoprstý (Certhia brachydactyla). Podobně jako jiřička obecná také rorýs obecný (Apus apus) pouze nad územím loví, ale nehnízdí v něm. A podobně se chová též žluna zelená (Picus viridis). V křovinách hnízdí pěvuška modrá (Prunella modularis), pěnice černohlavá (Sylvia atricapilla) a pokřovní (Sylvia curruca) či budníček větší (Phylloscopus trochilus). Během jarních měsíců se objeví také slavík modráček (Luscinia svecica).

#### Plazi
Z plazů byly na lokalitě spatřeny ještěrka obecná (Lacerta agilis) či slepýš křehký (Anguis fragilis). Dříve se tu vyskytovala také ještěrka zelená (Lacerta viridis), ale ta již patrně vymizela.
- Střevlík fialový
- Šípověnka trnková
- Bělásek řepkový
- Slavík modráček
- Šoupálek krátkoprstý
- Ještěrka zelená
- Slepýš křehký

## Ochrana
Během prověrky území, k níž došlo v roce 1988, bylo doporučeno zachovávat pomocí asanačních zásahů přístup ke geologickým profilům a současně odstraňovat náletové dřeviny. V té době však již existoval botanický průzkum zpracovaný roku 1987 Jiřím Sádlem, ve kterém se území popisuje jako silně zarostlé křovinami a akátem. Současně navrhuje nevyřezávat náletové dřeviny.
Postupující sukcese degraduje zajímavá stanoviště, mezi něž patří skalní výchozy. Je proto v aktuálně platném plánu péče doporučeno přistoupit na některých místech k odstranění náletových dřevin. Vyřezávání dřevin začalo roku 2019 a průběžně pokračuje.

## Turismus
Oblast přírodní památky není v terénu vymezena pruhovým značením a nejsou ani instalovány cedule se státním znakem či informační tabule. Navíc s ohledem na skutečnost, že je území i jeho okolí místy pokryto obtížně prostupnými křovinami a mezi ulicí Povltavskou a železniční tratí je vedena betonová opěrná zeď znemožňující přístup tímto směrem, není přírodní památka veřejností prakticky navštěvována. Výjimku tvoří horní hrana, jež není zarostlá a poskytuje pohled do údolí Vltavy, na trojský Císařský ostrov, na Libeň, Karlín, Holešovice a další části města.
Pro horolezectví jsou využívané dva křemencové skalní útvary Braun a Plotna.
Těsně za hranou se nachází několik občasně využívaných ohnišť. Nad ochrannými zdmi Povltavské ulice je nelegální osada bezdomovců, částečně vyhořelá, a nelegální skládka komunálního odpadu.
Po Povltavské ulici je vedena pravobřežní Vltavská cyklostezka A2, z níž do ulice Bulovka odbočuje cyklotrasa A27.